# Џејк Вебер
Џејк Т. Вебер (енгл. Jake T. Weber; Лондон, Енглеска, 12. март 1963) англо — амерички је филмски, позоришни и телевизијски глумац.
Познат по својим радовима у филмовима и серијама и то по улози Мајкла у Зора живих мртваца (2004) и по улози Друа у Упознајте Џоа Блека (1998). Такође је познат по улози Џоа Дубоа, мужа видовњакиње Алисон Дубоа у драмској ТВ серији Медијум.
Номинован за награду Сателит. Остале запажене улоге укључују филмове Рођен 4. јула (1989), Досије пеликан (1993), Амистад (1997), Подморница У-571 (2000), Ћелија (2000), Они који ми желе смрт (2021) и серије Пакао на точковима (2014—2016), Домовина (2017) и друге.